# شابانا محمود
شابانا محمود (بالإنجليزية: Shabana Mahmood)‏ (باللغة الأردية: شبانہ محمود، من مواليد 17 سبتمبر من عام 1980)، سياسية ومحامية تشغل منصب السيد المستشار ومنصب وزيرة العدل في الحكومة البريطانية منذ يوليو 2024. وهي عضو في حزب العمال البريطاني، وهي عضو في البرلمان البريطاني عن دائرة برمنغهام ليديوود الانتخابية منذ انتخابات مجلس العموم للمملكة المتحدة لعام 2010.

## أولى سنوات حياتها
ولدت شابانا محمود ونشأت في مدينة برمنغهام البريطانية، وتعود جذور عائلتها إلى مستوطنة ميربور في إقليم آزاد كشمير في باكستان. أمضت محمود خمس سنوات من حياتها في مدينة الطائف السعودية بعد انتقال والدها إليها. تخرجت محمود من كلية لينكولن للقانون في جامعة أكسفورد، وكانت رئيسة إحدى اللجان الطلابية فيها.
محمود محامية مؤهلة لممارسة المهنة ومتخصصة في التعويض المهني.

## عملها البرلماني
انتُخبت شابانا محمود في انتخابات مجلس العموم للمملكة المتحدة لعام 2010 عن دائرة برمنغام ليديوود بأغلبية 10,105 صوت، وشغلت مقعدها في مجلس العموم خلفًا لوزيرة العمل، كلير شورت، التي تنحت عن منصبها. أصبحت شابانا محمود، إلى جانب كل من روشانارا علي وياسمين قريشي، واحدة من أوائل النائبات المسلمات في المملكة المتحدة.  
شغلت محمود عددًا من المناصب الوزارية خلال فترة زعامة إد ميلباند لحزب العمال البريطاني. عُيّنت محمود، في شهر أكتوبر من عام 2010، وزيرة للشؤون الداخلية في حكومة الظل، وأصبحت فيما بعد وزيرة الظل للأعمال والابتكارات، وفي عام 2013 تسلمت محمود منصب وزير المالية في نفس الحكومة.
بعد انتخابات عام 2015، عُينت محمود أمينًا عامًا لوزارة المالية في حكومة الظل. في شهر سبتمبر من عام 2015، وبعد انتخاب جيريمي كوربين زعيمًا لحزب العمال، تنحت محمود عن منصبها بسبب «الاختلافات الشديدة معه» بالأمور الاقتصادية.
في شهر يناير من عام 2016، انتُخبت محمود لتمثيل حزب العمال البريطاني في اللجنة التنفيذية الوطنية للحزب، وأعيد انتخابها في شهر يوليو من عام 2016 لشغل نفس المنصب. انتخبت محمود في شهر نوفمبر من عام 2016 نائبًا لرئيس منتدى السياسة الوطنية لحزب العمال.  
دعمت محمود أوين سميث في محاولته الفاشلة لحل محل جيريمي كوربين في انتخابات زعامة حزب العمال (في المملكة المتحدة) لعام 2016.  
في شهر نوفمبر من عام 2016، عارضت محمود اقتراحًا في البرلمان لسحب الدعم البريطاني عن التحالف العربي بقيادة السعودية في تدخله عسكريًا باليمن.
أعيد انتخاب محمود في الانتخابات المبكرة لعام 2017، بعد وصول نسبة الأصوات التي حصلتها إلى أكثر من 80%، في واحدة من أعلى النسب في البلاد. احتفظت محمود بمنصبها بعد نجاحها في الانتخابات العامة لعام 2019، بانخفاض طفيف في نسبة الأصوات عن الانتخابات السابقة.
بعد النتائج الكارثية التي حصل عليها حزب العمال في انتخابات عام 2019، طلبت شبكة «العمال معًا» من محمود إجراء تقييم لأداء الحزب في الانتخابات. انضمت إليها في عملية التقييم كل من لوسي باول وإد ميليباند وجو بلات وغيرهم. بناءً على عملية التقييم، لم تُرشّح محمود أي مرشح لانتخابات زعامة حزب العمال لعام 2020 أو لانتخابات نواب زعيم الحزب.
تعمل محمود، منذ عام 2017، في لجنة الحسابات العامة في حزب العمال البريطاني.